# Modulación Delta
La modulación delta es una técnica de conversión de señal analógica a digital y digital a analógica utilizada para la transmisión de información de voz donde la calidad no es de importancia primaria. La modulación delta es la forma más simple de modulación de código de pulso diferencial (DPCM) donde la diferencia entre muestras sucesivas se codifica en flujos de datos de n bits. En la modulación delta, los datos transmitidos se reducen a un flujo de datos de 1 bit. 
Sus principales características son:
1. La señal analógica se aproxima con una serie de segmentos.
2. Cada segmento de la señal aproximada se compara con los sucesivos bits que se determina mediante esta comparación.
3. Solo se envía el cambio de información, es decir, solo se envía un aumento o disminución de la amplitud de señal de la muestra previa, mientras que una condición de no cambio hace que la señal modulada permanezca en el mismo estado 0 o 1 de la muestra anterior.
4. Para lograr una alta relación señal/ruido, la modulación delta debe usar técnicas de sobremuestreo, es decir, la señal analógica se muestrea a una tasa varias veces mayor que la tasa Nyquist.
5. Las formas derivadas de la modulación delta son la modulación delta de pendiente continuamente variable, la modulación delta-sigma y la modulación diferencial. La modulación del código de pulso diferencial es el superconjunto de modulación delta.

## Principio
El modulador está hecho por un cuantificador que convierte la diferencia entre la señal de entrada y el promedio de los pasos anteriores. En su forma más simple, el cuantificador se puede realizar con un comparador referenciado a 0 (cuantificador de dos niveles), cuya salida es 1 o 0 si la señal de entrada es positiva o negativa. También es un cuantificador de bits ya que se cuantifica solo un poco a la vez. El demodulador es simplemente un integrador (como el que está en el circuito de retroalimentación) cuya salida aumenta o disminuye con cada 1 o 0 recibido. El integrador en sí mismo constituye un filtro de paso bajo.

### Características de transferencia
Las características de transferencia de un sistema delta modulado siguen una función signum, ya que cuantifica solo dos niveles y también de un bit a la vez. Las dos fuentes de ruido en la modulación delta son "sobrecarga de pendiente", cuando el tamaño del paso es demasiado pequeño para seguir la forma de onda original, y "granularidad", cuando el tamaño del paso es demasiado grande. Pero un estudio de 1971 muestra que la sobrecarga de la pendiente es menos objetable en comparación con la granularidad de lo que cabría esperar, basándose únicamente en medidas SNR.

### Potencia de la señal de salida
En la modulación delta existe una restricción en la amplitud de la señal de entrada, porque si la señal transmitida tiene una derivada grande (cambios abruptos), entonces la señal modulada no puede seguir a la señal de entrada y se produce una sobrecarga en la pendiente. Por ejemplo, si la señal de entrada es
m(t) = Acos(wt)
la señal modulada (derivada de la señal de entrada) que se transmite por el modulador es
|ṁ(t)|max = ωA
mientras que la condición para evitar la sobrecarga de pendiente es
|ṁ(t)|= ωA < σfs
Entonces la amplitud máxima de la señal de entrada puede ser
A max = σfs/ω
donde f s es la frecuencia de muestreo y ω es la frecuencia de la señal de entrada y σ es el tamaño del paso en la cuantificación. Por lo tanto, A max es la amplitud máxima que DM puede transmitir sin causar la sobrecarga de la pendiente y la potencia de la señal transmitida depende de la amplitud máxima.

### Velocidad de bits
Si el canal de comunicación tiene un ancho de banda limitado, existe la posibilidad de interferencia en DM o PCM. Por lo tanto, 'DM' y 'PCM' operan a la misma velocidad de bits que es igual a N veces la frecuencia de muestreo.

### Modulación adaptativa delta
La modulación adaptativa del delta (ADM) fue publicada por primera vez por el Dr. John E. Abate (AT & T Bell Laboratories Fellow) en su tesis doctoral en NJ Institute of Technology en 1968. Posteriormente, ADM fue seleccionada como el estándar para todas las comunicaciones de la NASA entre el control de la misión y el espacio -arte.
La modulación adaptativa delta o [continuamente (CVSD) es una modificación de DM en la cual el tamaño del paso no es fijo. Por el contrario, cuando varios bits consecutivos tienen el mismo valor de dirección, el codificador y el decodificador suponen que se está produciendo una sobrecarga de pendiente, y el tamaño del paso se hace progresivamente mayor.
De lo contrario, el tamaño del paso se reduce gradualmente con el tiempo. ADM reduce el error de pendiente, a expensas de aumentar el error de cuantificación. Este error se puede reducir usando un filtro de paso bajo. ADM proporciona un rendimiento robusto en presencia de errores de bit, lo que significa que la detección y corrección de errores no se utilizan normalmente en un diseño de radio ADM, es una técnica muy útil que permite la modulación fortuota-delta.

## Aplicaciones
Las aplicaciones contemporáneas de la modulación delta incluyen, entre otras, la recreación de formas de onda del sintetizador heredado. Con la disponibilidad cada vez mayor de FPGA y ASIC relacionados con juegos, las tasas de muestreo se controlan fácilmente para evitar problemas de sobrecarga y granularidad. Por ejemplo, el C64DTV usó una frecuencia de muestreo de 32 MHz, proporcionando un amplio rango dinámico para recrear la salida del SID a niveles aceptables.

### Modulación delta SBS Aplicación 24 kbps
La modulación delta fue utilizado por Satellite Business Systems o SBS para sus puertos de voz para proporcionar servicio de telefonía de larga distancia a grandes corporaciones nacionales con una importante necesidad de comunicaciones entre corporaciones (como IBM). Este sistema estuvo en servicio durante la década de 1980. Los puertos de voz utilizaron modulación delta a 24 Kbit/s implementada digitalmente con compresión de actividad de voz (VAC) y supresores de eco para controlar la ruta de eco de medio segundo a través del satélite. Realizaron pruebas de escucha formales para verificar que el modulador delta a 24 kbit/s alcanzara la calidad de voz completa sin degradación discernible en comparación con una línea telefónica de alta calidad o la ley μ de 64 kbit/s compactada. Esto proporcionó una mejora de ocho a tres en la capacidad del canal de satélite. IBM desarrolló el controlador de comunicaciones por satélite y las funciones del puerto de voz.
La propuesta original en 1974, utilizó un modulador delta de última generación a 24 kbit/s con un solo integrador y un Shindler Compander modificado para la recuperación de errores de ganancia. Esto demostró tener menos de la calidad de voz de la línea telefónica completa. En 1977, un ingeniero con dos asistentes en el laboratorio de IBM Research Triangle Park, NC, fue asignado para mejorar la calidad.
La implementación final reemplazó al integrador con un Predictor implementado con un filtro de paso bajo de par complejo de dos polos diseñado para aproximarse al espectro de voz promedio a largo plazo. La teoría era que, idealmente, el integrador debería ser un predictor diseñado para coincidir con el espectro de la señal. Un Shindler Compander casi perfecto reemplazó la versión modificada. Se encontró que el compañero modificado resultó en un tamaño de paso menos que perfecto en la mayoría de los niveles de señal y la recuperación de error de ganancia rápida aumentó el ruido según lo determinado por las pruebas de escucha reales en comparación con las mediciones simples de señal a ruido. El acompañante final logró una recuperación de error de ganancia muy leve debido al error de redondeo de truncamiento natural causado por la aritmética de doce bits.
La función completa de modulación delta, VAC y Echo Control para seis puertos se implementó en un único chip de circuito integrado digital con una aritmética de doce bits. Un único convertidor digital a analógico (DAC) fue compartido por los seis puertos proporcionando funciones de comparación de voltaje para los moduladores y alimentación de los circuitos de muestreo y retención para las salidas del demodulador. Una sola tarjeta contenía el chip, DAC y todos los circuitos analógicos para la interfaz de la línea telefónica, incluidos los transformadores.